# Campanulinidae
Campanulinidae, porodica obrubnjaka (Hydrozoa) u redu Leptothecata, koljeno Cnidaria. 
Sastoji se od više rodova Calycella, Campanulina, Cuspidella, Egmundella, Eucuspidella, Lafoeina, Opercularella, Oplorhiza, Stegella, Tripoma.